# Zealandia-pad
A Zealandia-pad, más néven Farallon de Torres vagy Piedras de Torres (spanyolul) vagy Papaungan (chamorro nyelven) víz alatti vulkán, az Északi-Mariana-szigetek tagja, Sarigan és Guguan szigete között fekszik, az utóbbitól mintegy 20 km-re észak-északkeletre. Két csúcsa mintegy 1,5 km-re fekszik egymástól, ezek közül apály idején is csak az egyik emelkedik a vízfelszín fölé, az is csak kb. 1 méterrel, emiatt térképeken rendszerint nem tüntetik fel őket.
Bár a vulkán erodálódott, az amerikai Nemzeti Óceán- és Légkörkutatási Hivatal (NOAA) 2004-es felmérése során aktív fumarolákat találtak.
Nevét a Zealandia nevű brit vitorlásról kapta 1858-ban.

## Fordítás
- Ez a szócikk részben vagy egészben  a   Zealandia Bank című angol Wikipédia-szócikk ezen változatának fordításán alapul.  Az eredeti cikk szerkesztőit annak laptörténete sorolja fel. Ez a jelzés csupán a megfogalmazás eredetét és a szerzői jogokat jelzi, nem szolgál a cikkben szereplő információk forrásmegjelöléseként.

## Külső hivatkozások
- Zealandia Bank. Pascal Horst Lehne and Christoph Gäbler: Über die Marianen. Lehne-Verlag, Wohldorf in Germany 1972.
- Sharks at Zealandia Bank